# Angelrolle

Teile der Angelrolle:
1 Schnurfangbügel, 2 Rute, 3 Rollenfuß, 4 Kurbel, 5 Rollenhalter, 6 Schalter für Rücklaufsperre, 7 Spule, 8 aufgewickelte Schnur, 9 Spulenbremse

Die Angelrolle ist ein Schnurdepot, das die Angelschnur für den Wurf frei gibt, versehen mit einer Kurbel, die mittels Übersetzung ein kontrolliertes Einholen der Schnur ermöglicht.
Da die vorgehaltene Angelschnur auch als Reserve dient, um einem stark kämpfenden Fisch während des Drills eine begrenzte Flucht zu ermöglichen, bis er ermüdet, befindet sich an der Angelrolle eine einstellbare Bremse, die die Schnur freigibt, wenn ihre Belastungsgrenze erreicht wird.

Der Prototyp war im Rollenbau die Grundrolle. Der Gebrauch war im Vergleich zu modernen Angelrollen umständlich. Rollen ähnlicher Bauart sind wesentlich größer. 

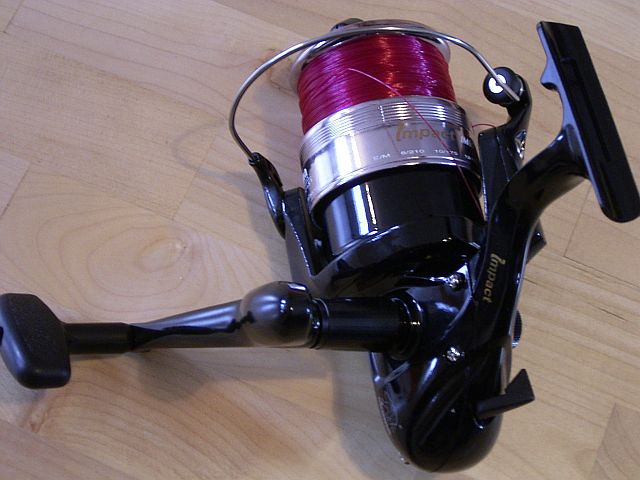
Große Stationärrolle zum Brandungs- oder Raubfischangeln

## Kenndaten
- Schnurkapazität
- Übersetzungsverhältnis
- Gewicht
- Anzahl der Kugellager
- Art des Getriebes
- weitere technische Besonderheiten (Alu-Abwurfkante, unendliche Rücklaufsperre, Wormshaft etc.)

## Rollenarten
Am weitesten verbreitet sind fünf verschiedene Arten von Rollen:
- Stationärrollen mit Front- oder Heckbremse oder einer Kombination (Kampfbremse), Freilaufrolle
- Multirollen
- Baitcaster
- Fliegenrollen
- Kapselrollen
- Meeresrollen (salzwasserhart)

Es gibt aber auch spezielle Rollen wie zum Beispiel die Center Pin (Deutsch: Achsrolle) oder auch die Kapselrolle die an eine Baitcasterrolle erinnert.